# Wim Sonneveldbrug
De Wim Sonneveldbrug (brug 175) is een vaste brug in Amsterdam-Centrum. De brug is gelegen in de Marnixstraat en overspant de Leidsegracht.
De brug is in 1935/1936 geplaatst naar een eenvoudig ontwerp van Piet Kramer, er zijn geen versieringen of beeldhouwwerken toegepast.

## Naamgeving
De brug stond lang bekend onder de officieuze naam Marnixbrug.
In 2016 werd door de gemeente Amsterdam aan de bevolking gevraagd namen voor te stellen voor nog anonieme bruggen, dan wel bruggen met een officieuze naam. In dit geval werd de officieuze tenaamstelling vervangen door een nieuwe. Het voorstel kwam van Daan Bartels, een liefhebber van Nederlandstalige muziek, die tevens stadswandelingen met het Nederlandse lied als uitgangspunt organiseert. Bartels had in zijn voorstel aangegeven dat de naam Wim Sonneveld in zijn ogen verbonden kon worden aan de anonieme brug nr. 40. Deze brug 40 is gelegen in de Keizersgracht, overspant de Reguliersgracht en is te zien op de platenhoes van de EP Aan de Amsterdamse grachten uit 1962. Bovendien woonde Sonneveld daar enige tijd in de buurt. De gemeente besloot anders en koos voor brug nr. 175 vanwege het nabij gelegen DeLaMar Theater, waar Sonneveld tientallen optredens heeft verzorgd. In 2017 is de 100e geboortedag van Sonneveld herdacht. Op 28 juni 2017 onthulde onder meer André van Duin de nieuwe naamplaat van de brug.
Iets verderop aan de Leidsegracht is er ook een brug vernoemd naar de tekstdichter van het lied Aan de Amsterdamse grachten, Pieter Goemans.

## Toegankelijkheid
De brug is toegankelijk voor alle verkeer in de noord-zuidrichting en voor fietsers ook in de zuid-noordrichting. Over de brug trekken tramlijn 7 en 10 hun sporen. Rond 2017 was er echter weinig verkeer in verband met de langdurige werkzaamheden aan de herinrichting van het verderop gelegen Leidseplein.
<<< · 100 · 101 · 102 · 103 ·  105 · 106 · 107 · 108 · 109 ·  110 · 111 · 112 · 113 · 114 · 115 · 116 · 117 · 118 · 119 · 120 · 121 · 122 · 123 · 124 · 125 · 126 · 127 · 128 · 129 · 130 · 131 · 132 · 135 · 136 · 137 · 138 · 139 · 140 · 141 · 142 · 143 · 144 · 145 · 146 · 147 · 148 · 149 ·  150 · 151 · 152 · 155 · 156 · 159 · 160 · 161 · 162 · 163 · 164 · 165 · 166 · 167 · 168 · 169 ·  170 · 171 · 172 · 173 · 174 · 175 · 176 · 177 · 178 · 179 · 180 · 181 · 182 · 183 · 184 · 185 · 186 · 187 · 189 · 190 · 191 · 192 · 193 · 194 · 195 · 196 · 198 · 199 · >>>
Brugnummers 104, 133, 134, 153, 154, 157, 158, 188 en 197 zijn niet (meer) in gebruik.